# Harry Potter (oseba)
Harry James Potter je književni junak iz istoimenske fantazijske serije knjig (Harry Potter) pisateljice J. K. Rowling. Je čarovnik, ki se mora v seriji spopasti z zlobnim Mrlakensteinom, ta je Harryjev smrtni sovražnik. Ima tudi dva najboljša prijatelja Rona Weasleya in Hermiono Granger.

## Ozadje
Rowlingovi naj bi se ideja o Harryju Potterju in istoimenski seriji, v kateri nastopa, porodila med čakanjem na vlak iz Manchestra v London leta 1990.

## Življenjepis

### Prva knjiga
Harry se prvič pojavi v knjigi Harry Potter in kamen modrosti kot glavni protagonist. Kot dojenček je preživel napad čarovnika Mrlakensteina, ki je ubil njegovega očeta Jamesa in mamo Lily Potter, Harryja pa iz neznanega razloga ni mogel ubiti. Harry kasneje izve, da se je kletev smrti od njega odbila, ker ga je mama zaščitila z zapletenim urokom žrtve. Mrlakensteinova moč pa se naselila v najbližje živo bitje, to je bil Harry Potter. Smrtonosni urok se je odbil nazaj vanj in Mrlakensteina uničil, Harry pa od takrat na čelu nosi brazgotino v obliki strele. V Svetinjah smrti izve, da je Mrlakenstein tiste noči vanj nenamenoma prelil del svoje moči. Od tega je tudi luskust in lahko pogleda Merlakensteinu v njegove misli in čuti njegova čustva- jeza, bes in veselje, srečnost...
Harry živi pri svoji teti Petuniji Dursley in njeni družini, ki pa s čarovništvom noče imeti nobene veze, zato mu skuša njegovo preteklost prikriti. Na njegov enajsti rojstni dan mu Hagrid Ruralus pove, da je čarovnik in kmalu zatem odide na čarovniško šolo Bradavičarko. Tam se prične učiti čarovništva, izve del resnice o sebi, svoji družini ter o tem, da ga je Mrlakenstein skušal ubiti. Na koncu se mora spoprijeti s profesorjem Smottanom, ki si skuša prilastiti Kamen modrosti, da bi povrnil moč oslabljenemu Mrlakensteinu.

### Druga knjiga
Po poletnih počitnicah se Harry vrne na Bradavičarko, kjer pa se spet zaplete v skrivnostno dogodivščino, na koncu katere se sooči s prikaznijo Mrlakensteina, ki skuša s pomočjo uročenega dnevnika spet pridobiti svojo izgubljeno moč. Harry ubije baziliska, ki ga ta pošlje nad šolo ter uniči dnevnik.

### Tretja knjiga
Ko iz čarovniškega zapora Azkabana pobegne množični morilec Sirius Black, vsi dokazi kažejo, da je njegova naslednja tarča prav Harry. Sirius Black je bil namreč eden od Mrlakensteinovih najtesnejših pomočnikov, zato Harryja vidi kot temeljno oviro na poti do ponovnega vzpona na oblast.
Po napetem letu, polnem skrivnosti, Harry izve, da je bil Sirius, ki je njegov boter, po krivem obtožen in postaneta tesna prijatelja. S Harryjevo pametno prijateljico Hermiono in pomočjo Časotreska (naprava, podobna uri, ki lahko čas zavrti nazaj)odpotujeta nazaj in preprečita usmrtitev Žrebokluna (hipogrif) in preprečita morakvarjem (stražarji Azkabanskega zapora, ki se hranijo z dušo človeka; njihov preganjalec je varuh) da bi izsesali dušo Siriusu Blacku.

### Četrta knjiga
Na Bradavičarki po več kot stoletju priredijo Trišolski turnir, na katerem tekmujejo trije prvaki šol. Na Bradavičarko pridejo še Beubatonxovci in Durmstangovci. Tisti, ki se želi prijaviti na turnir odda listek z imenom v ognjeni kelih ta pa določi iz vsake šole po enega kandidata. Nekdo pa nastavi Harryjevo ime in ga kelih določi, potem pa mora proti svoji volji tekmovati tudi Harry. Spopasti se mora s povodnimi ljudmi, zmaji in drugimi pošastmi, na koncu pa najti središče ogromnega labirinta. Ko se z Cedricom dotakneta pokala ju ta odpelje na pokopališče k Mrlakensteinu ta s pomočjo svojega služabnika dobi telo in povrne se mu moč. Harry se znova komaj izmuzne smrti.

### Peta knjiga
Po Mrlakensteinovi vrnitvi se oblikuje skupina čarovnikov, imenovana Feniksov red, ki skuša storiti vse, da bi se mu zoperstavila. Harry pa ima medtem tudi lastne težave, saj ga napadajo moreče sanje. Na Bradavičarko pride tudi učiteljica Kalvara  Temyna, ki na vsak način želi, da otroci ne bi dobili priložnisti za vajo urokov. Spodbuja pa tudi ljudi, ki mislijo, da se Mrlakenstein NI vrnil in da je mrtev. Za Harryja je to zelo težko leto saj vsi misijo da je lažnivec. Na Bradavičarki ustanovi krožek, ki se imenuje Dumbledorjeva armada in s pomočjo nekaterih članov tega krožka vdre na Ministrstvo za čaranje, ker misli, da tam lord Mrlakenstein muči njegovega botra Siriusa Blacka. Ko ugotovijo, da to ni res, jih napadejo Jedci smrti, Mrlakensteinovi služabniki, na pomoč pa jim priskočijo člani Feniksovega reda. Mrlakenstein si želi prilastiti Harryjevo prerokbo, ki napoveduje da bo moral eden umreti od roke drugega in, da na tem svetu ni prostora za oba. Harry pa ima eno sposobnost s katero bo lahko premagal Mrlakensteina to je ljubezen. Na koncu Harryjev boter Sirius Black umre.

### Šesta knjiga
V 6. letniku Harry skupaj z Dumbledorjem raziskuje skrižvne, v njih je namreč Mrlakenstein spravil svojo dušo. Dumbledorjev čas se izteka, zato želi, da bi Harry izvedel čim več o skrižvnih in da bi jih uničil, le tako bi lahko ubil Mrlakensteina. 
Harry postane kapetan ekipe v Quidditchu, po finalni tekmi pa se mu tudi uresniči skorajda največja želja. Že celo leto namreč opazuje Ginny Weasley, ki mu je vedno bolj všeč. Po finalu se opogumi in jo poljubi. 
Mrlakenstein hoče celo leto zavzeti Bradavičarko in proti koncu šolskega leta mu to tudi skoraj uspe, vendar še ne v celoti. Na Bradavičarki poteka bitka. Med spopadom Robaus  Raws ubije Albusa Dumbledorja]]. 
Po pogrebu je Harry trdno odločen, da ne bo dokončal Bradavičarke, ampak da bo iskal skrižvne. Seveda se tudi Ron in Hermiona odločita, da gresta z njim. Harry se tudi razide z Ginny, čeprav tega ne želi noben od njiju. Harry se preprosto zaveda, da bi lahko Mrlakenstein Ginny ubil, če bi vedel, da je z njim povezana.
Še preden pa se bodo prijatelji podali na lov za skrižvni, pa bodo odšli še v Jazbino, hišo družine Weasley saj se bo Bill poročil z Fleur.

### Sedma knjiga
Harry končno postane polnoleten in razlomi se varovalni urok, ki obdaja hišo Dursleyevih, zato člani Feniksovega reda Harryja odpeljejo v Jazbino. Ker je nekomu ušlo, kdaj nameravajo preseliti Harrya, jih pričakajo Jedci smrti in razvname se boj, v katerem umre Noruč Nergga, George Weasley pa izgubi uho. 
Na Harryjev rojstni dan se Harry ponovno zbliža z Ginny, vendar lep trenutek pokvari Ron. Po poroki Billa in Fleur pa se začne največja preizkušnja za Harrya nasploh. Ministrstvo je namreč padlo, minister je mrtev, Mrlakenstein pa je glavni. Harry, Ron in Hermiona se takoj izdejanijo in začnejo s svojo nalogo. 
Celo leto iščejo skrižvne in poslušajo čarovniške novice, nihče pa ne ve, kje so. Težko bi si mislil, da v tako turobnem letu obstaja tudi veselje. Harry namreč postane boter malemu Teddyu Wulfu, sinu Tange in Wulfa. 
Kasneje Harryja, Rona in Hermiono ugrabijo Jedci smrti, ki jih odpeljejo k Dracu Malfoyu. Ko jih hišni vilinec Trapets rešuje ga ubije nož Krasotillyje L'Ohol, ki je ubila tudi Siriusa.
Na koncu se ponovno razvne največji boj, seveda na Bradavičarki. Končno se Harry iz oči v oči znajde z Mrlakensteinom. Ko ga Mrlakenstei hoče ubiti v gozdu se kletev spet odbije od njega zato na koncu Harry premaga Mrlakensteina, po celotnem čarovniškem svetu vladata veselje in žalost hkrati, saj so umrli tudi ljudje, ki so bili Harryu še posebej pri srcu. Fred Weasley, Wulf in Tanga in še mnogi drugi so umrli v spopadu.

### Življenje po Bradavičarki:
Leta 1998 se Harry skupaj z Ronom pridruži Operativnemu štabu aurorjev na Ministrstvu za čaranje.
Njegova zveza z Ginny sedaj ni več nevarna zanjo in tako lahko oba uživata drug ob drugem. Seveda se poroči z Ginny in imata tri otroke: Albusa, Jamesa in Lily, njihova polna imena so Albus Robaus Potter, James Sirius Potter in Lily Loona Potter. Najstarejši je James, leto mlajši je Albus, najmlajša je pa Lily, ki je dve leti mlajša od Albusa. Harry skrbi za Teddya Wulfa, ki je pri njegovi družini vedno dobrodošel. Čarovniški svet je rešen in miren. Kasneje Pa se začnejo prikazovati znaki, da Mrlakenstein še ni povsem odšel s tega sveta; Harryjev sin Albus pristane v Spolzgadu, na mara očeta in bradavičarke, ne zna igrati Quidditcha in potem pobegne iz vlaka za Bradavičarko. Harryja začne spet mučiti brazgotina...

## Podrobnsoti o Harryu Potterju

### Družina in sorodniki
- Mati: Lily (Evans) Potter (mrtva - 31. oktober 1981)

- Oče: James Potter (mrtev - 31. oktober 1981)

- Bratje/sestre: edinec

- Stari starši: mrtvi

- Ostali sorodniki: teta Petunija Dursley, stric Vernon Dursley, bratranec Dudley Dursley; potomec Prewerettov (lastniki svetinj smrti)

- Boter: Sirius Black (mrtev - junij 1996)

- Ljubljenček: snežna sova Hedwig (mrtva - julij 1997)

- Hišni vilinec: Spack (podedovan od pokojnega botra Siriusa Blacka)

- Romantična razmerja: Cho Chang (1995-96), Ginny Weasley (1997; kasneje poročena)

### Izobrazba
- Šola: Srednja šola Stonewall (do 1991), Bradavičarska akademija za čarovnike in čarovnice (1991-1997)

- Šolski dom: Gryfondom

- Mala matura: astronomija: S, nega čarobnih živali: P, uroki: P, obramba pred mračnimi silami: I, vedeževanje: B, rastlinoslovje: P, zgodovina čarovništva: G, čarobni napoji: P, spreminjanje oblike: P

- Matura: redno ni opravljal, Ker je iskal skrivžne

- Quidditch: iskalec gryfondomovske ekipe, kapetan gryfondomovske ekipe (v šestem letniku)

- Nagrade: posebna nagrada za zasluge šoli (1993), zmagovalec Trišolskega turnirja (1995)

- Ostalo: ustanovitelj Dumbledorjeve armade

### Poklic
Leta 1998 se je pridružil Operativnemu štabu aurorjev na Ministrstvu za čaranje, leta 2007 je postal glavni v uradu.

### Palica
- Bodika in feniksovo pero, 28 centimetrov: kupljena leta 1991, sestra palici lorda Mrlakensteina zaradi enakega jedra, leta 1995 vsrkala nekaj moči Mrlakensteinove palice, zlomljena 24. decembra 1997 v Godricovem Dolu, popravljena maja 1998 s pomočjo Prapalice

- Črni trn, jedro neznano: Ron jo je ukradel enemu od grabežev v začetku leta 1998, Harry jo je uporabljal, potem ko se je njegova zlomila, s palico je imel precej težav

- Glog in dlaka samoroga, 25 centimetrov: Drecova palica, ki si jo je priboril aprila 1998 in jo uporabljal namesto palice iz črnega trna

- Prapalica: ena od Svetinj smrti, ob pridobitvi Drecove palice iz gloga si je pridobil tudi slavno Prapalico, maja 1998 z njo popravil svojo prvotno bodikovo

### Ostalo
- Plašč nevidnosti: eden izmed treh Svetinj smrti, podedoval ga je od očeta

- Ravbarjeva karta: dobil jo je od Weasleyjevih dvojčkov (1994), izdelal jo je njegov oče s prijatelji.

- Leteča metla: nimbus 2000 (1991-1993 - uničila jo je Vrba mesarica), ognjena strela

- Spodobnosti: luskust (do Mrlakensteinovega poraza), brambovec (naučil se jo je leta 1998)

- Varuh: jelen (očetova oblika maga)

## Filmi
Harryja v filmih producentske hiše Warner Bros. igra Daniel Radcliffe.